# Lacs Cluster
Pour les articles homonymes, voir Cluster.
Les lacs Cluster (en anglais : Cluster Lakes) sont des lacs américains dans le comté de Shasta, en Californie. Ils sont situés à 1 994 mètres d'altitude au sein de la Lassen Volcanic Wilderness, dans le parc national volcanique de Lassen. Ils comprennent le lac Feather et le lac Silver.